# Guiera
Guiera é um género botânico pertencente à família Combretaceae.